# Élections municipales sud-africaines de 2016
Les élections municipales sud-africaines de 2016 ont eu lieu le 3 août 2016 sur tout le territoire de l'Afrique du Sud. Elles ont permis d'élire les membres des conseils municipaux et ceux des conseils métropolitains ainsi qu'une partie des membres des districts municipaux. Les nouveaux élus auront notamment la tâche d'élire les nouveaux maires, chefs des exécutifs locaux, ainsi que les "speakers" (président) de chaque conseil municipal.

## Contexte
Le Congrès national africain (ANC) gouverne la majorité des 44 districts et 226 municipalités locales d'Afrique du Sud ainsi que 7 des 8 municipalités métropolitaines du pays. Plus précisément, l'ANC gouverne seule 198 des 278 municipalités locales et de districts sortantes.
L'Alliance démocratique (DA), majoritaire dans la province du Cap-Occidental, gouverne seule 18 conseils municipaux dont la municipalité métropolitaine du Cap, George, Mossel Bay, Stellenbosch, Overstrand, Bitou, Drakenstein, Midvaal (dans le Gauteng) et Baviaans (dans le Cap-Oriental). Elle dirige également plusieurs municipalités dans le cadre de coalition, notamment à Swellendam, Hessequa et Langeberg et co-dirige également Hatam et Thembelihle dans le Cap-du-Nord, en coalition avec le COPE et des indépendants.

Au vu des derniers résultats et de sa progression continue en termes de suffrages électoraux, son ambition est de s'imposer dans les municipalités de Tshwane, Johannesburg, de la métropole Nelson Mandela et de Tlokwe (dont le chef-lieu est la ville de Potchefstroom). 
Globalement, 36 municipalités sont gouvernées par des coalitions impliquant l'ANC ou la DA.
Présent dans 3 000 circonscriptions, le Front de la liberté (FF+) présente, pour la première fois, des candidats coloureds non seulement dans la province du Cap-Nord mais aussi dans la métropole du Cap (notamment dans les circonscriptions de Bonteheuwel, Parow et Athlone) et à Johannesburg. 
Ce sont aussi les premières élections municipales auxquelles participent les Economic Freedom Fighters (EFF) qui ambitionnent de remporter toutes les municipalités de la province du Limpopo, notamment Polokwane, mais aussi d'être le faiseur de rois dans les municipalités où aucune majorité absolue n'aurait été atteinte par l'ANC ou la DA.   
Enfin, le National Freedom Party, plutôt actif au KwaZulu-Natal, ne pourra présenter des candidats à cette élection, faute de s'être inscrit à temps auprès de la commission électorale. 
En tout, 200 partis politiques et 61 014 candidats se présentent à ces élections municipales du 3 août 2016. 

### Redécoupage électoral
En vue de ces élections, le gouvernement a procédé à la réduction du nombre de municipalités et au redécoupage de certaines circonscriptions municipales. 34 circonscriptions ont été redécoupées, affectant un total de 90 municipalités. En outre, lors des élections municipales de 2011, le pays comptait 278 municipalités locales et de districts. Pour ces élections, il n'en compte plus que 257 (soit 21 municipalités en moins). Le gouvernement a notamment procédé à cette réduction en fusionnant plusieurs municipalités telle que les municipalités de Ventersdorp (ANC) et de Tlokwe (ANC mais susceptible de basculer vers  la DA) ou encore celle de Baviaans (DA) avec deux autres municipalités dominées par l'ANC. La DA a notamment dénoncé un redécoupage absurde qui serait une forme de gerrymandering.

### Campagne électorale
La campagne électorale est marquée par de violents incidents à Pretoria (juin 2016) où des habitants de Tshwane rejettent Thoko Didiza, la candidate nommée par l'ANC pour le poste de maire à la place de  Kgosientsho Ramokgopa, le titulaire sortant. Commencée à Mamelodi, la violence, marquée par des incendies de voitures et de bus ainsi que par des pillages de commerces appartenant à des étrangers, s'étend par la suite aux townships voisins d'Atteridgeville, de Winterveldt, Soshanguve, Hammanskraal, Mabopane et Ga-Rankuwa  puis jusqu'au centre de la capitale, devenu un no man's land, et aux quartiers d'Arcadia et de Sunnyside ,. Cinq personnes sont tuées au cours des émeutes et 200 personnes arrêtées par la police,,.
Il apparait qu'en désignant Didiza comme tête de liste, l'ANC aurait tenté de trouver un candidat neutre pour ne pas trancher entre les factions internes opposant le maire sortant à Mapiti Matsena, l'un de ses adjoints. À cela s'ajoutent des haines ethniques, Didiza étant une zoulou vivant à Pretoria mais originaire du KwaZulu-Natal, nommée dans une région où les populations noires sont plutôt pedis, tswanas ou tsongas,. En outre, l'ANC, éclaboussé par des allégations de corruption contre le président Jacob Zuma, rongé par le factionnalisme, la corruption et le manque de dirigeants crédibles, paie aussi un fort mécontentement de la population à son égard.
Sur le plan national, plusieurs militants et responsables locaux de l'ANC ont été assassinés, notamment au Kwazulu-Natal, victimes de règlements de compte internes et de la tension radicale croissante au sein de l’ANC.
En outre, la SABC est accusée de censure et de partialité dans le traitement de l'information au profit du gouvernement et de l'ANC, accusation notamment relayée par plusieurs journalistes sud-africains de différents médias, par Jimi Matthews, le président démissionnaire de la SABC, et par l’Association Mondiale des Journaux et des Éditeurs de Médias d’Information. Des spots de campagne de l’opposition ont ainsi été suspendus, les critiques contre le président Zuma éludées et des manifestations « violentes » non couvertes.

### Sondages
Des sondages, réalisés par l'institut Ipsos en juin 2016, donnaient l'Alliance démocratique gagnantes dans les municipalités de Tshwane (Pretoria) et de la métropole Nelson Mandela (Port Elizabeth), et au coude à coude avec l'ANC à Johannesburg ,. 

En juillet 2016, l'écart s’était agrandi dans les sondages entre les deux premières forces politiques du pays. Un sondage Ipsos accordait ainsi 42 % des voix à la DA à Tshwane contre 23 % à l'ANC lequel n'augurait cependant pas une victoire aussi nette en sièges pour la DA. Dans la métropole Nelson Mandela, un autre sondage Ipsos donnait également 42 % des voix à la DA contre 21 % à l'ANC et 10 % aux EFF. Les mêmes tendances favorables à la DA s'observaient à Johannesburg tandis que le scrutin s'annonçait également serré à Ekurhuleni.

## Résultats

Couleur politique des nouvelles majorités municipales mises en place en aout 2016
majorité municipale absolue de l'ANC
coalition municipale dominée par l'ANC
majorité absolue de l'alliance démocratique (DA)
coalition municipale dominée par la DA
majorité absolue du Parti Inkatha de la liberté
coalition municipale dominée par l'IFP
Pas encore formé

Au soir des résultats, si l'ANC enregistre sa plus forte baisse électorale (moins 7 points) et son plus faible score national (53,91 %), il conserve la très grande majorité des municipalités sous son contrôle, en particulier en zone rurale. Cette baisse nationale de l'ANC peut être analysée comme liée aux scandales de corruption visant le président Jacob Zuma et aux mauvaises performances économiques de l'Afrique du Sud.
L'Alliance démocratique, vainqueur attendu dans la province du Cap occidental, poursuit sa percée dans les zones urbaines du pays, en devançant notamment l'ANC à Tshwane et à Nelson Mandela Bay et en la talonnant à Johannesburg . Par le jeu des alliances, elle peut espérer gouverner ces 3 municipalités. 
Si le parti Economic Freedom Fighters ne remporte aucune municipalité et échoue dans le Limpopo, il joue cependant un rôle d'arbitre dans les circonscriptions où il est arrivé en deuxième ou troisième place (Tshwane, Johannesburg, Rustenburg, Nelson Mandela Bay).
Le Parti Inkatha de la liberté est quant à lui vainqueur exclusivement dans son fief du KwaZulu-Natal où il profite de l'absence du NFP, un parti zoulou dissident qui l'avait concurrencé lors des élections précédentes de 2011.
En tout, 27 conseils municipaux et métropolitains se retrouvent sans majorité partisane pour les gouverner, rendant nécessaires la constitution de coalitions pour trouver une majorité de gouvernement, quitte, parfois, à faire de petits partis des « faiseurs de Rois », susceptibles de rejeter dans l'opposition le parti arrivé localement en tête. La tâche est ardue. Le 17 août 2016, la DA et les Economic Freedom Fighters annoncent ainsi qu'ils ne formeront pas de coalition mais Julius Malema, chef des EFF, annonce que les élus de son parti voteront pour la DA à Tshwane, Nelson Mandela Bay, Johannesburg et Ekurhuleni lors de l'élection des exécutifs municipaux ainsi que pour l'Inkhata au KwaZulu-Natal. 
Nelson Mandela Bay (Port Elizabeth), est la première métropole à tomber dans les mains de la DA après que celle-ci a trouvé un accord avec 3 petits partis pour gouverner la municipalité. Le soutien des EFF lui permet également de ravir Mogale City (Krugersdorp), à la tête d'une coalition minoritaire. Toutefois, l'ANC parvient à sauver Ekurhuleni, Rustenburg et même à prendre Bitou (Plettenberg Bay) où elle est pourtant minoritaire, grâce à son alliance avec l'élu d'un petit parti.  
Le 19 août 2016, Tshwane (Pretoria-Centurion) tombe à son tour entre les mains de la DA où son candidat, Solly Msimanga, est élu maire à la tête d'une majorité municipale relative, composée de l'Alliance démocratique, du front de la liberté, du parti chrétien démocrate africain et du Congrès du Peuple. Le 22 août, la municipalité de Johannesburg tombe à son tour entre les mains de la DA soutenue par une coalition comprenant 6 partis d'opposition. Enfin, la DA participe pour la première fois à des majorités municipales dans l'état-Libre et le Limpopo.
En décembre 2017, le 57e congrès de l'ANC doit avoir lieu, et pourrait remettre en cause certaines personnalités au sein du parti. Aux prochaines élections de 2019, il se pourrait que l'ANC passe sous la barre des 50 %.

### Résultats à l'échelle nationale
| Parti                                | Ward (circonscription) | %      | Vote proportionnel | %      | Ward + Proportionnel | %      | Conseil de district | %      | Total      | %      |
| ------------------------------------ | ---------------------- | ------ | ------------------ | ------ | -------------------- | ------ | ------------------- | ------ | ---------- | ------ |
| ANC                                  | 7,978,983              | 55.33% | 8,124,223          | 54.49% | 16,103,206           | 53.91% | 5,337,876           | 61.68% | 21,441,082 | 55.65% |
| DA                                   | 4,004,865              | 26.77% | 4,028,765          | 27.02% | 8,033,630            | 26.90% | 1,429,868           | 16.52% | 9,463,498  | 24.57% |
| EFF                                  | 1,217,805              | 8.14%  | 1,229,548          | 8.25%  | 2,447,353            | 8.19%  | 755,326             | 8.73%  | 3,202,679  | 8.31%  |
| Inkatha                              | 632,102                | 4.23%  | 636,722            | 4.27%  | 1,268,824            | 4.25%  | 554,558             | 6.41%  | 1,823,382  | 4.73%  |
| Congrès indépendant africain         | 88,501                 | 0.59%  | 145,759            | 0.98%  | 234,260              | 0.78%  | 99,395              | 1.15%  | 333,655    | 0.87%  |
| FF+                                  | 115,993                | 0.78%  | 113,288            | 0.76%  | 229,281              | 0.77%  | 86,912              | 1.00%  | 316,193    | 0.82%  |
| UDM                                  | 76,351                 | 0.51%  | 91,271             | 0.61%  | 167,622              | 0.56%  | 70,378              | 0.81%  | 238,000    | 0.62%  |
| COPE                                 | 62,582                 | 0.42%  | 67,779             | 0.45%  | 130,361              | 0.44%  | 55,824              | 0.65%  | 186,185    | 0.48%  |
| ACDP                                 | 61,966                 | 0.41%  | 62,463             | 0.42%  | 124,429              | 0.42%  | 26,536              | 0.31%  | 150,965    | 0.39%  |
| African People's Convention          | 24,819                 | 0.17%  | 40,758             | 0.27%  | 65,577               | 0.22%  | 19,002              | 0.22%  | 84,579     | 0.22%  |
| PAC                                  | 28,171                 | 0.19%  | 29,807             | 0.20%  | 57,978               | 0.19%  | 16,629              | 0.19%  | 74,607     | 0.19%  |
| Bushbuckridge Residents' Association | 24,592                 | 0.16%  | 24,889             | 0.17%  | 49,481               | 0.17%  | 23,987              | 0.28%  | 73,468     | 0.19%  |
| ICOSA                                | 15,240                 | 0.10%  | 15,239             | 0.10%  | 30,479               | 0.10%  | 13,762              | 0.16%  | 44,241     | 0.11%  |
| Al Jama-ah                           | 19,030                 | 0.13%  | 17,223             | 0.12%  | 36,243               | 0.12%  | 648                 | 0.01%  | 36,891     | 0.10%  |
| UCDP                                 | 7,975                  | 0.05%  | 9,695              | 0.07%  | 17,670               | 0.06%  | 10,571              | 0.12%  | 28,241     | 0.07%  |
| AZAPO                                | 9,801                  | 0.07%  | 10,126             | 0.07%  | 19,927               | 0.07%  | 8,122               | 0.09%  | 28,049     | 0.07%  |
| Indépendants                         | 341,030                | 2.28%  | -                  | -      | 341,030              | 1.14%  | -                   | -      | 341,030    | 0.89%  |
| Total                                | 14,959,033             | 100%   | 14,910,817         | 100%   | 29,869,850           | 100%   | 8,654,209           | 100%   | 38,524,059 | 100%   |

Lors des élections municipales, 
la moitié des sièges est attribuée au scrutin proportionnel, et l'autre moitié par circonscription électorale (ward) ; pour les conseils de district rassemblant plusieurs municipalités, 40 % des sièges sont attribués à la proportionnelle et 60 % sont nommés par les municipalités constituantes.

### Résultats en sièges par province
Dans les tableaux ci-dessous, la couleur bleue indique les municipalités remportées en majorité absolue des sièges par la DA, la couleur verte  celles remportées par l'ANC, la couleur rouge celles remportées par l'Inkatha Freedom Party (IFP) et le gris indique celles où aucun parti n'a de majorité absolue en sièges au conseil municipal. 
Dans le cas où des coalitions sont nécessaires pour gouverner la municipalité, ces mêmes couleurs en plus claires indiquent dans les deux dernières colonnes le parti dominant au sein de l'ancienne et de la nouvelle majorité (le bleu clair pour la DA, le vert clair pour l'ANC et le rouge clair pour l'IFP). Enfin, deux couleurs dont le gris cohabitent dans la dernière colonne dans les municipalités où les alliances conclues pour former une majorité municipale sont dépendantes de la bonne coopération d'un parti tiers, le plus souvent les EFF. 

#### Cap du Nord
| Municipalité          | ANC       | EFF       | DA        | Autres    | Total     | Majorité sortante            | Nouvelle majorité                        |
| Districts             | Districts | Districts | Districts | Districts | Districts | Districts                    | Districts                                |
| --------------------- | --------- | --------- | --------- | --------- | --------- | ---------------------------- | ---------------------------------------- |
| Frances Baard         |           |           |           |           |           | ANC                          | ANC                                      |
| John Taolo Gaetsewe   |           |           |           |           |           | ANC                          | ANC                                      |
| Namakwa               |           |           |           |           |           | ANC                          | ANC                                      |
| Pixley ka Seme        |           |           |           |           |           | ANC                          | ANC                                      |
| ZF Mgcawu             |           |           |           |           |           | ANC                          | ANC                                      |
| Municipalités locales |           |           |           |           |           |                              |                                          |
| Richtersveld          | 4         | 0         | 3         | 0         | 7         | ANC                          | ANC                                      |
| Nama Khoi             | 8         | 0         | 7         | 2         | 17        | ANC                          | Coalition ANC-KSR                        |
| Kamiesberg            | 4         | 1         | 2         | 0         | 7         | ANC                          | ANC                                      |
| Hantam                | 5         | 0         | 4         | 0         | 9         | Coalition DA-COPE            | ANC                                      |
| Karoo Hoogland        | 4         | 0         | 2         | 1         | 7         | Coalition COPE-DA            | ANC                                      |
| Khâi-Ma               | 4         | 0         | 2         | 1         | 7         | ANC                          | ANC                                      |
| Ubuntu                | 3         | 0         | 2         | 2         | 7         | ANC minoritaire              | Coalition Indépendants-DA                |
| Umsobomvu             | 7         | 1         | 3         | 0         | 11        | ANC                          | ANC                                      |
| Emthanjeni            | 9         | 1         | 5         | 0         | 15        | Coalition ANC - Indépendants | ANC                                      |
| Kareeberg             | 4         | 1         | 2         | 0         | 7         | ANC                          | ANC                                      |
| Renosterberg          | 4         | 0         | 3         | 0         | 7         | ANC                          | ANC                                      |
| Thembelihle           | 4         | 1         | 2         | 0         | 7         | Coalition indépendants-DA    | ANC                                      |
| Siyathemba            | 6         | 0         | 3         | 0         | 9         | ANC                          | ANC                                      |
| Siyancuma             | 8         | 2         | 3         | 0         | 13        | ANC                          | ANC                                      |
| Kai !Garib            | 11        | 1         | 5         | 2         | 19        | ANC                          | ANC                                      |
| !Kheis                | 4         | 0         | 1         | 2         | 7         | ANC                          | ANC                                      |
| Tsantsabane           | 7         | 1         | 2         | 3         | 13        | ANC                          | ANC                                      |
| Kgatelopele           | 3         | 0         | 2         | 2         | 7         | ANC                          | Coalition Kgatelopele Community Forum-DA |
| Dawid Kruiper         | 18        | 1         | 10        | 2         | 31        | Nouvelle municipalité        | ANC                                      |
| Sol Plaatje           | 38        | 5         | 19        | 3         | 65        | ANC                          | ANC                                      |
| Dikgatlong            | 9         | 2         | 2         | 0         | 13        | ANC                          | ANC                                      |
| Magareng              | 5         | 2         | 2         | 0         | 9         | ANC                          | ANC                                      |
| Phokwane              | 12        | 3         | 3         | 1         | 19        | ANC                          | ANC                                      |
| Joe Morolong          | 21        | 6         | 1         | 1         | 29        | ANC                          | ANC                                      |
| Ga-Segonyana          | 18        | 5         | 3         | 1         | 27        | ANC                          | ANC                                      |
| Gamagara              | 7         | 1         | 5         | 0         | 13        | ANC                          | ANC                                      |

#### Cap occidental
| Municipalité          | ANC       | EFF       | DA        | Autres    | Total     | Majorité sortante          | Nouvelle majorité |
| Métropole             | Métropole | Métropole | Métropole | Métropole | Métropole | Métropole                  | Métropole         |
| --------------------- | --------- | --------- | --------- | --------- | --------- | -------------------------- | ----------------- |
| Métropole du Cap      | 57        | 7         | 154       | 13        | 231       | DA                         | DA                |
| Districts             |           |           |           |           |           |                            |                   |
| West Coast            |           |           |           |           |           | DA                         | DA                |
| Cape Winelands        |           |           |           |           |           | DA                         | DA                |
| Overberg              |           |           |           |           |           | DA                         | DA                |
| Eden                  |           |           |           |           |           | DA en coalition            | DA                |
| Central Karoo         |           |           |           |           |           | ANC-KGP                    | DA-KGP            |
| Municipalités locales |           |           |           |           |           |                            |                   |
| Beaufort West         | 6         | 0         | 6         | 1         | 13        | ANC                        | Coalition DA-KDF  |
| Bergrivier            | 4         | 0         | 9         | 0         | 13        | DA                         | DA                |
| Breede Valley         | 12        | 1         | 22        | 6         | 41        | DA                         | DA                |
| Bitou                 | 6         | 0         | 6         | 1         | 13        | Coalition DA-COPE          | Coalition ANC-AUF |
| Cape Agulhas          | 3         | 0         | 6         | 2         | 11        | Coalition ANC-Indépendants | DA                |
| Cederberg             | 4         | 0         | 6         | 1         | 11        | ANC                        | DA                |
| Drakenstein           | 15        | 2         | 43        | 5         | 65        | DA                         | DA                |
| George                | 16        | 1         | 29        | 7         | 53        | DA                         | DA                |
| Hessequa              | 8         | 0         | 8         | 1         | 17        | Coalition DA-COPE          | Coalition DA-FF+  |
| Kannaland             | 2         | 0         | 2         | 3         | 7         | Coalition ICOSA-ANC        | Coalition ANC-DA  |
| Knysna                | 7         | 0         | 10        | 4         | 21        | DA                         | Coalition DA-Ind  |
| Laingsburg            | 3         | 0         | 3         | 1         | 7         | Coalition DA-COPE          | Coalition DA-KOP  |
| Langeberg             | 6         | 1         | 12        | 4         | 23        | Coalition DA-COPE          | DA                |
| Matzikama             | 5         | 1         | 8         | 1         | 15        | Coalition ANC-indépendants | DA                |
| Mossel Bay            | 7         | 0         | 17        | 3         | 27        | DA                         | DA                |
| Oudtshoorn            | 7         | 1         | 14        | 3         | 25        | Coalition DA-COPE          | DA                |
| Overstrand            | 8         | 1         | 16        | 0         | 25        | DA                         | DA                |
| Prince Albert         | 2         | 0         | 3         | 2         | 7         | Coalition KGP-ANC          | Coalition DA-KGP  |
| Saldanha Bay          | 8         | 1         | 17        | 1         | 27        | DA                         | DA                |
| Stellenbosch          | 8         | 2         | 30        | 3         | 43        | DA                         | DA                |
| Swartland             | 6         | 1         | 16        | 0         | 23        | DA                         | DA                |
| Swellendam            | 5         | 0         | 6         | 0         | 11        | DA-ACDP                    | DA                |
| Theewaterskloof       | 10        | 1         | 14        | 2         | 27        | DA                         | DA                |
| Witzenberg            | 8         | 1         | 11        | 3         | 23        | Coalition DA-COPE-Ind-DCP  | Coalition DA-COPE |

#### Cap oriental

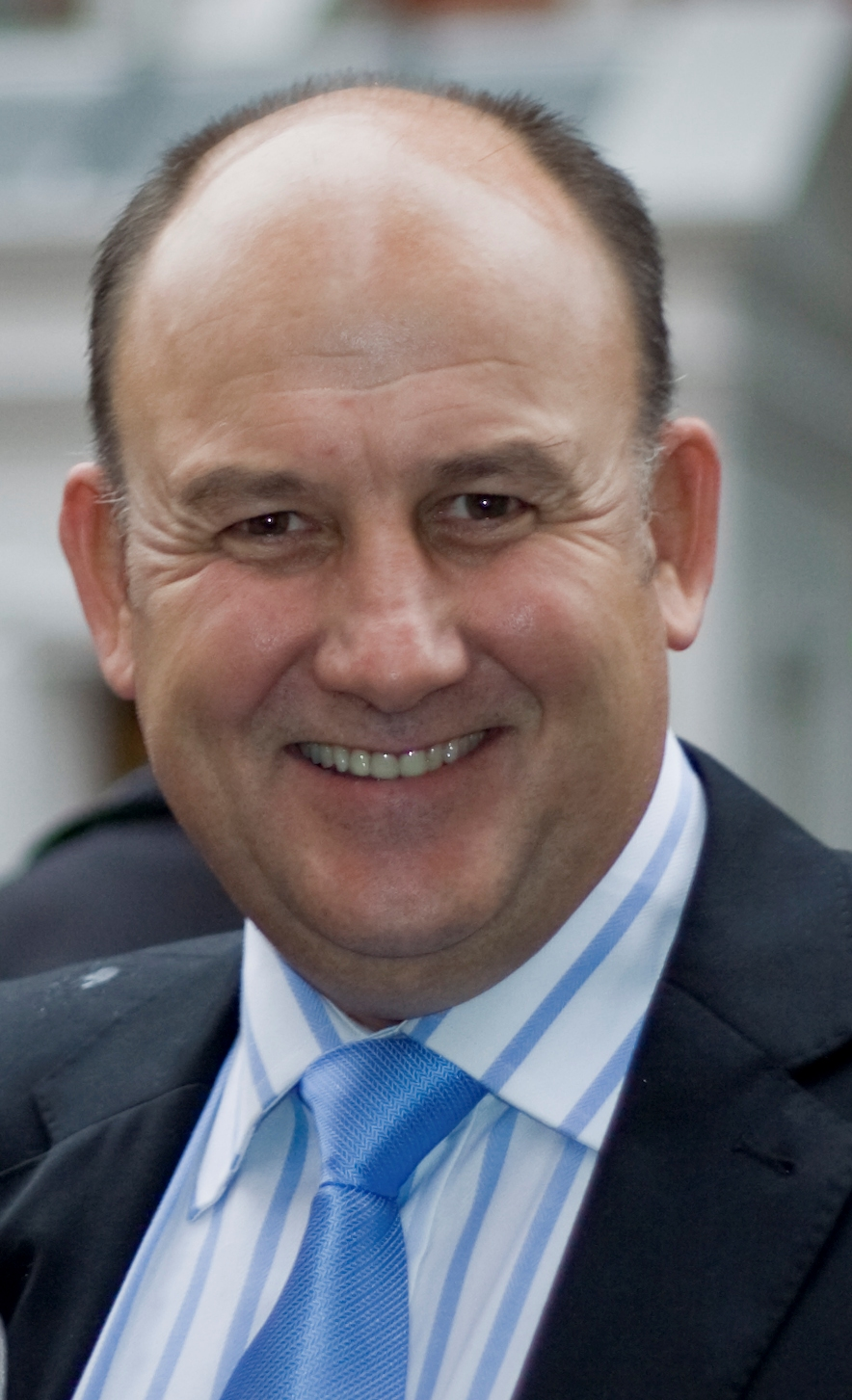
Athol Trollip, le nouveau maire de la Métropole Nelson Mandela Bay est l'un des symboles de la percée de l'Alliance démocratique (DA) dans les grandes zones métropolitaines d'Afrique du Sud

| Municipalité                 | ANC        | EFF        | DA         | Autres     | Total sièges | Majorité sortante     | Nouvelle majorité          |
| Métropoles                   | Métropoles | Métropoles | Métropoles | Métropoles | Métropoles   | Métropoles            | Métropoles                 |
| ---------------------------- | ---------- | ---------- | ---------- | ---------- | ------------ | --------------------- | -------------------------- |
| Buffalo City                 | 60         | 8          | 24         | 8          | 100          | ANC                   | ANC                        |
| Métropole Nelson Mandela Bay | 50         | 6          | 57         | 7          | 120          | ANC                   | Coalition DA-UDM-COPE-ACDP |
| Districts                    |            |            |            |            |              |                       |                            |
| Sarah Baartman               |            |            |            |            |              | ANC                   | ANC                        |
| Amothole                     |            |            |            |            |              | ANC                   | ANC                        |
| Chris Hani                   |            |            |            |            |              | ANC                   | ANC                        |
| Joe Gqabi                    |            |            |            |            |              | ANC                   | ANC                        |
| OR Tambo                     |            |            |            |            |              | ANC                   | ANC                        |
| Alfred Nzo                   |            |            |            |            |              | ANC                   | ANC                        |
| Municipalités locales        |            |            |            |            |              |                       |                            |
| Dr Beyers Naudé              | 14         | 0          | 13         | 0          | 27           | Nouvelle municipalité | ANC                        |
| Blue Crane Route             | 7          | 0          | 4          | 0          | 11           | ANC                   | ANC                        |
| Makana                       | 17         | 2          | 8          | 0          | 27           | ANC                   | ANC                        |
| Ndlambe                      | 13         | 1          | 6          | 0          | 20           | ANC                   | ANC                        |
| Sundays River Valley         | 11         | 1          | 4          | 0          | 16           | ANC                   | ANC                        |
| Kouga                        | 12         | 0          | 17         | 0          | 29           | ANC                   | DA                         |
| Kou-Kamma                    | 6          | 0          | 5          | 0          | 11           | ANC                   | ANC                        |
| Mbhashe                      | 47         | 2          | 2          | 12         | 63           | ANC                   | ANC                        |
| Mnquma                       | 48         | 3          | 3          | 8          | 62           | ANC                   | ANC                        |
| Great Ke                     | 9          | 1          | 2          | 1          | 13           | ANC                   | ANC                        |
| Amahlathi                    | 24         | 3          | 3          | 0          | 30           | ANC                   | ANC                        |
| Ngqushwa                     | 20         | 1          | 2          | 0          | 23           | ANC                   | ANC                        |
| Raymond Mhlaba               | 38         | 3          | 5          | 0          | 46           | Nouvelle municipalité | ANC                        |
| Inxuba Yethemba              | 11         | 0          | 7          | 0          | 18           | ANC                   | ANC                        |
| Intsika Yethu                | 35         | 3          | 1          | 3          | 42           | ANC                   | ANC                        |
| Emalahleni                   | 28         | 1          | 4          | 1          | 34           | ANC                   | ANC                        |
| Engcobo                      | 33         | 2          | 1          | 3          | 39           | ANC                   | ANC                        |
| Sakhisizwe                   | 14         | 1          | 1          | 1          | 17           | ANC                   | ANC                        |
| Enoch Mgijima                | 50         | 6          | 9          | 3          | 68           | Nouvelle municipalité | ANC                        |
| Elundini                     | 28         | 1          | 2          | 3          | 34           | ANC                   | ANC                        |
| Senqu                        | 23         | 1          | 2          | 8          | 34           | ANC                   | ANC                        |
| Walter Sisulu                | 15         | 1          | 5          | 1          | 22           | Nouvelle municipalité | ANC                        |
| Ngquza Hill                  | 53         | 4          | 2          | 4          | 63           | ANC                   | ANC                        |
| Port St Johns                | 31         | 1          | 2          | 5          | 39           | ANC                   | ANC                        |
| Nyandeni                     | 54         | 3          | 3          | 3          | 63           | ANC                   | ANC                        |
| Mhlontlo                     | 40         | 2          | 2          | 7          | 51           | ANC                   | ANC                        |
| King Sabata Dalindyebo       | 46         | 3          | 3          | 20         | 72           | ANC                   | ANC                        |
| Matatiele                    | 38         | 3          | 5          | 5          | 51           | ANC                   | ANC                        |
| Umzimvubu                    | 41         | 3          | 4          | 5          | 53           | ANC                   | ANC                        |
| Mbizana                      | 50         | 4          | 2          | 6          | 62           | ANC                   | ANC                        |
| Ntabankulu                   | 29         | 2          | 2          | 1          | 34           | ANC                   | ANC                        |

#### État-Libre
| Municipalité          | ANC       | EFF       | DA        | Autres    | Total     | Majorité sortante | Nouvelle majorité                                      |
| Métropole             | Métropole | Métropole | Métropole | Métropole | Métropole | Métropole         | Métropole                                              |
| --------------------- | --------- | --------- | --------- | --------- | --------- | ----------------- | ------------------------------------------------------ |
| Mangaung              | 58        | 9         | 27        | 6         | 100       | ANC               | ANC                                                    |
| Districts             |           |           |           |           |           |                   |                                                        |
| Fezile Dabi           |           |           |           |           |           | ANC               | ANC                                                    |
| Lejweleputswa         |           |           |           |           |           | ANC               | ANC                                                    |
| Thabo Mofutsanyana    |           |           |           |           |           | ANC               | ANC                                                    |
| Xhariep               |           |           |           |           |           | ANC               | ANC                                                    |
| Municipalités locales |           |           |           |           |           |                   |                                                        |
| Dihlabeng             | 25        | 3         | 8         | 3         | 39        | ANC               | ANC                                                    |
| Kopanong              | 11        | 1         | 3         | 0         | 15        | ANC               | ANC                                                    |
| Letsemeng             | 8         | 1         | 2         |           | 11        | ANC               | ANC                                                    |
| Mafube                | 13        | 1         | 2         | 1         | 17        | ANC               | ANC                                                    |
| Maluti-a-Phofung      | 47        | 9         | 5         | 8         | 69        | ANC               | ANC                                                    |
| Mantsopa              | 11        | 2         | 3         | 1         | 17        | ANC               | ANC                                                    |
| Masilonyana           | 12        | 2         | 4         | 1         | 19        | ANC               | ANC                                                    |
| Matjhabeng            | 46        | 6         | 16        | 4         | 72        | ANC               | ANC                                                    |
| Metsimaholo           | 19        | 8         | 12        | 3         | 42        | ANC               | Coalition DA-Metsimaholo Community Association-EFF-FF+ |
| Mohokare              | 7         | 2         | 2         | 0         | 11        | ANC               | ANC                                                    |
| Moqhaka               | 27        | 4         | 11        | 3         | 45        | ANC               | ANC                                                    |
| Nala                  | 15        | 5         | 3         | 1         | 24        | ANC               | ANC                                                    |
| Ngwathe               | 24        | 3         | 8         | 1         | 36        | ANC               | ANC                                                    |
| Nketoana              | 13        | 1         | 3         | 1         | 18        | ANC               | ANC                                                    |
| Phumelela             | 12        | 1         | 2         |           | 15        | ANC               | ANC                                                    |
| Setsoto               | 21        | 3         | 5         | 4         | 33        | ANC               | ANC                                                    |
| Tokologo              | 5         | 1         | 1         | 1         | 8         | ANC               | ANC                                                    |
| Tswelopele            | 11        | 1         | 3         | 0         | 15        | ANC               | ANC                                                    |

#### Gauteng
| Municipalité               | ANC        | EFF        | DA         | Autres     | Total      | Majorité sortante     | Nouvelle majorité                                                |
| Métropoles                 | Métropoles | Métropoles | Métropoles | Métropoles | Métropoles | Métropoles            | Métropoles                                                       |
| -------------------------- | ---------- | ---------- | ---------- | ---------- | ---------- | --------------------- | ---------------------------------------------------------------- |
| City of Johannesburg       | 121        | 30         | 104        | 15         | 270        | ANC                   | Coalition minoritaire DA-IFP-ACDP-UDM-COPE-FF+ + coopération EFF |
| Ekurhuleni                 | 109        | 25         | 77         | 13         | 224        | ANC                   | Coalition ANC-AIC+PAC+PA                                         |
| City of Tshwane            | 89         | 25         | 93         | 7          | 214        | ANC                   | Coalition DA-COPE-ACDP-FF+ + coopération EFF                     |
| Districts                  |            |            |            |            |            |                       |                                                                  |
| Sedibeng                   |            |            |            |            |            | ANC                   |                                                                  |
| West Rand                  | 23         | 6          | 12         | 3          | 44         | ANC                   | ANC                                                              |
| Municipalités locales      |            |            |            |            |            |                       |                                                                  |
| Emfuleni                   | 50         | 11         | 22         | 7          | 90         | ANC                   | ANC                                                              |
| Lesedi                     | 16         | 3          | 6          | 1          | 26         | ANC                   | ANC                                                              |
| Merafong                   | 30         | 9          | 12         | 4          | 55         | ANC                   | ANC                                                              |
| Midvaal                    | 9          | 2          | 17         | 1          | 29         | DA                    | DA                                                               |
| Mogale City                | 38         | 9          | 27         | 3          | 77         | ANC                   | Coalition minoritaire DA-IFP-FF+ + coopération EFF               |
| Rand West City             | 37         | 8          | 19         | 5          | 69         | Nouvelle municipalité | ANC                                                              |
| Total (sans les districts) | 499        | 122        | 377        | 56         | 1054       |                       |                                                                  |

#### KwaZulu-Natal
| Municipalité              | ANC       | IFP       | DA        | Autres    | Total     | Majorité sortante     | Nouvelle majorité             |
| Métropole                 | Métropole | Métropole | Métropole | Métropole | Métropole | Métropole             | Métropole                     |
| ------------------------- | --------- | --------- | --------- | --------- | --------- | --------------------- | ----------------------------- |
| eThekwini                 | 126       | 10        | 61        | 22        | 219       | ANC                   | ANC                           |
| Districts                 |           |           |           |           |           |                       |                               |
| Amajuba                   |           |           |           |           |           | ANC                   | ANC                           |
| Harry Gwala               |           |           |           |           |           | ANC                   | ANC                           |
| iLembe                    |           |           |           |           |           |                       | ANC                           |
| Ugu                       |           |           |           |           |           |                       | ANC                           |
| uMgungundlovu             |           |           |           |           |           |                       | ANC                           |
| uMkhanyakude              |           |           |           |           |           |                       | ANC                           |
| uMzinyathi                |           |           |           |           |           | Coalition ANC-NFP     | Coalition IFP + autres partis |
| uThukela                  |           |           |           |           |           |                       | ANC                           |
| uThungulu                 |           |           |           |           |           |                       | ANC                           |
| Zululand                  |           |           |           |           |           | Coalition NFP-ANC     | Coalition IFP + autres partis |
| Municipalités locales     |           |           |           |           |           |                       |                               |
| Greater Kokstad           | 13        | 0         | 3         | 3         | 19        | ANC                   | ANC                           |
| Umuziwabantu              | 14        | 4         | 1         | 1         | 20        | ANC                   | ANC                           |
| Ray Nkonyeni              | 47        | 5         | 14        | 5         | 71        | Nouvelle municipalité | ANC                           |
| Umzumbe                   | 30        | 6         | 1         | 2         | 39        | ANC                   | ANC                           |
| Umzimkhulu                | 38        | 1         | 1         | 3         | 43        | ANC                   | ANC                           |
| Dr Nkosazana Dlamini Zuma | 23        | 2         | 3         | 1         | 29        | Nouvelle municipalité | ANC                           |
| Ubuhlebezwe               | 20        | 2         | 1         | 4         | 27        | ANC                   | ANC                           |
| Umdoni                    | 23        | 3         | 7         | 4         | 37        | ANC                   | ANC                           |
| Mkhambathini              | 9         | 3         | 1         | 1         | 14        | ANC                   | ANC                           |
| Richmond                  | 11        | 0         | 2         | 1         | 14        | ANC                   | ANC                           |
| Impendle                  | 6         | 1         | 0         | 7         | 7         | ANC                   | ANC                           |
| Okhahlamba                | 15        | 7         | 2         | 5         | 29        | Coalition ANC-NFP     | ANC                           |
| Inkosi Langalibalele      | 23        | 18        | 2         | 3         | 46        | Nouvelle municipalité | ANC-indépendants              |
| Mooi Mpofana              | 7         | 1         | 1         | 0         | 9         | ANC                   | ANC                           |
| uMngeni                   | 13        | 0         | 10        | 0         | 23        | ANC                   | ANC                           |
| Msunduzi                  | 52        | 5         | 15        | 6         | 78        | ANC                   | ANC                           |
| Mkhambathini              | 9         | 3         | 1         | 1         | 14        | ANC                   | ANC                           |
| uMshwathi                 | 20        | 4         | 2         | 1         | 27        | ANC                   | ANC                           |
| Alfred Duma               | 46        | 16        | 4         | 6         | 72        | Nouvelle municipalité | ANC                           |
| Endumeni                  | 6         | 4         | 2         | 1         | 13        | Coalition ANC-NFP     | Coopération IFP-DA + EFF      |
| Nqutu                     | 15        | 14        | 1         | 3         | 33        | Coalition ANC-NFP     | Coopération IFP-DA+ EFF       |
| Msinga                    | 12        | 24        | 0         | 0         | 36        | IFP                   | IFP                           |
| Umvoti                    | 15        | 11        | 1         | 0         | 27        | Coalition ANC-NFP     | ANC                           |
| Newcastle                 | 41        | 11        | 6         | 9         | 67        | ANC                   | ANC                           |
| eMadlangeni               | 6         | 3         | 1         | 1         | 11        | Coalition ANC-NFP     | ANC                           |
| Dannhauser                | 14        | 8         | 1         | 2         | 25        | Coalition ANC-NFP     | ANC                           |
| eDumbe                    | 8         | 3         | 5         | 0         | 16        | NFP                   | ANC minoritaire               |
| UPhongolo                 | 15        | 10        | 2         | 2         | 29        | Coalition ANC-NFP     | ANC                           |
| Abaqulusi                 | 21        | 19        | 3         | 1         | 44        | ANC-NFP               | Coopération IFP-DA+ EFF       |
| Nongoma                   | 13        | 22        | 5         | 2         | 42        | Coalition NFP-ANC     | IFP                           |
| Ulundi                    | 11        | 35        | 0         | 1         | 47        | IFP                   | IFP                           |
| Jozini                    | 19        | 18        | 1         | 2         | 40        | Coalition ANC-NFP     | Coopération IFP-DA+ EFF       |
| Mtubatuba                 | 18        | 18        | 2         | 2         | 40        | ANC-NFP               | Coopération IFP-DA+ EFF       |
| uMhlabuyalingana          | 22        | 10        | 1         | 2         | 35        | ANC                   | ANC                           |
| Big Five Hlabisa          | 11        | 13        | 1         | 0         | 25        | Nouvelle municipalité | IFP                           |
| uMhlathuze                | 43        | 13        | 8         | 3         | 67        | ANC                   | ANC                           |
| Mfolozi                   | 17        | 15        | 0         | 1         | 33        | ANC                   | ANC                           |
| uMlalazi                  | 30        | 22        | 1         | 1         | 54        | Coalition ANC-NFP     | ANC                           |
| Mthonjaneni               | 10        | 14        | 0         | 1         | 25        | Coalition ANC-NFP     | IFP                           |
| Nkandla                   | 12        | 15        | 0         | 0         | 27        | Coalition ANC-NFP     | IFP                           |
| KwaDukuza                 | 36        | 4         | 11        | 6         | 57        | ANC                   | ANC                           |
| Mandeni                   | 25        | 7         | 1         | 2         | 35        | ANC                   | ANC                           |
| Maphumulo                 | 13        | 9         | 0         | 0         | 22        | ANC                   | ANC                           |
| Ndwedwe                   | 27        | 8         | 1         | 1         | 37        | ANC                   | ANC                           |

#### Limpopo
| Municipalité          | ANC       | EFF       | DA        | Autres    | Total     | Majorité sortante     | Nouvelle majorité                                     |
| Districts             | Districts | Districts | Districts | Districts | Districts | Districts             | Districts                                             |
| --------------------- | --------- | --------- | --------- | --------- | --------- | --------------------- | ----------------------------------------------------- |
| Capricorn             |           |           |           |           |           | ANC                   | ANC                                                   |
| Mopani                |           |           |           |           |           | ANC                   | ANC                                                   |
| Sekhukhune            |           |           |           |           |           | ANC                   | ANC                                                   |
| Vhembe                |           |           |           |           |           | ANC                   | ANC                                                   |
| Waterberg             |           |           |           |           |           | ANC                   | ANC                                                   |
| Municipalités locales |           |           |           |           |           |                       |                                                       |
| Blouberg              | 33        | 8         | 2         | 1         | 44        | ANC                   | ANC                                                   |
| Collins Chabane       | 59        | 6         | 2         | 5         | 72        | Nouvelle municipalité | ANC                                                   |
| Lepele-Nkumpi         | 40        | 15        | 3         | 2         | 60        | ANC                   | ANC                                                   |
| Polokwane             | 52        | 26        | 10        | 2         | 90        | ANC                   | ANC                                                   |
| Ba-Phalaborwa         | 26        | 6         | 4         | 1         | 37        | ANC                   | ANC                                                   |
| Greater Giyani        | 51        | 5         | 2         | 4         | 62        | ANC                   | ANC                                                   |
| Greater Letaba        | 46        | 9         | 2         | 3         | 60        | ANC                   | ANC                                                   |
| Greater Tzaneen       | 52        | 8         | 7         | 2         | 69        | ANC                   | ANC                                                   |
| Maruleng              | 15        | 5         | 3         | 4         | 27        | ANC                   | ANC                                                   |
| Elias Motsoaledi      | 41        | 10        | 5         | 4         | 61        | ANC                   | ANC                                                   |
| Ephraim Mogale        | 20        | 7         | 3         | 2         | 32        | ANC                   | ANC                                                   |
| Greater Tubatse       | 54        | 15        | 4         | 4         | 77        | ANC                   | ANC                                                   |
| Makhuduthamaga        | 43        | 14        | 2         | 3         | 62        | ANC                   | ANC                                                   |
| Makhado               | 56        | 7         | 9         | 3         | 75        | ANC                   | ANC                                                   |
| Musina                | 18        | 3         | 3         | 0         | 24        | ANC                   | ANC                                                   |
| Thulamela             | 64        | 8         | 4         | 5         | 81        | ANC                   | ANC                                                   |
| Bela-Bela             | 9         | 2         | 5         | 1         | 17        | ANC                   | ANC                                                   |
| Lephalale             | 17        | 5         | 4         | 0         | 26        | ANC                   | ANC                                                   |
| Molemole              | 23        | 7         | 2         | 0         | 32        | ANC                   | ANC                                                   |
| Mogalakwena           | 41        | 13        | 6         | 4         | 64        | ANC                   | ANC                                                   |
| Mookgophong/Modimolle | 13        | 6         | 7         | 2         | 28        | ANC                   | Coalition DA-EFF-FF+                                  |
| Thabazimbi            | 10        | 5         | 5         | 3         | 23        | ANC                   | Coalition Thabazimbi Residents Association-DA-EFF-FF+ |

#### Mpumalanga
| Municipalité          | ANC       | EFF       | DA        | Autres    | Total     | Majorité sortante | Nouvelle majorité |
| Districts             | Districts | Districts | Districts | Districts | Districts | Districts         | Districts         |
| --------------------- | --------- | --------- | --------- | --------- | --------- | ----------------- | ----------------- |
| Ehlanzeni             |           |           |           |           |           | ANC               | ANC               |
| Gert Sibande          |           |           |           |           |           | ANC               | ANC               |
| Nkangala              |           |           |           |           |           | ANC               | ANC               |
| Municipalités locales |           |           |           |           |           |                   |                   |
| Albert Luthuli        | 41        | 4         | 2         | 2         | 49        | ANC               | ANC               |
| Msukaligwa            | 29        | 3         | 5         | 1         | 38        | ANC               | ANC               |
| Mkhondo               | 29        | 3         | 4         | 2         | 38        | ANC               | ANC               |
| Pixley ka Seme        | 17        | 1         | 2         | 1         | 21        | ANC               | ANC               |
| Lekwa                 | 20        | 2         | 5         | 3         | 30        | ANC               | ANC               |
| Dipaleseng            | 9         | 1         | 2         | 0         | 12        | ANC               | ANC               |
| Govan Mbeki           | 36        | 9         | 15        | 3         | 63        | ANC               | ANC               |
| Victor Khanye         | 11        | 2         | 4         | 0         | 17        | ANC               | ANC               |
| Emalahleni            | 41        | 8         | 17        | 2         | 68        | ANC               | ANC               |
| Steve Tshwete         | 32        | 7         | 17        | 2         | 58        | ANC               | ANC               |
| Emakhazeni            | 11        | 1         | 3         | 0         | 15        | ANC               | ANC               |
| Thembisile Hani       | 49        | 9         | 3         | 3         | 64        | ANC               | ANC               |
| Dr JS Moroka          | 43        | 10        | 4         | 5         | 62        | ANC               | ANC               |
| Thaba Chweu           | 17        | 2         | 7         | 1         | 27        | ANC               | ANC               |
| Nkomazi               | 54        | 7         | 4         | 0         | 65        | ANC               | ANC               |
| Bushbuckridge         | 53        | 4         | 3         | 16        | 76        | ANC               | ANC               |
| Mbombela              | 69        | 6         | 13        | 2         | 90        | ANC               | ANC               |

#### Nord-Ouest
| Municipalité          | ANC       | EFF       | DA        | Autres    | Total     | Majorité sortante     | Nouvelle majorité     |
| Districts             | Districts | Districts | Districts | Districts | Districts | Districts             | Districts             |
| --------------------- | --------- | --------- | --------- | --------- | --------- | --------------------- | --------------------- |
| Frances Baard         |           |           |           |           |           | ANC                   | ANC                   |
| John Taolo Gaetsewe   |           |           |           |           |           | ANC                   | ANC                   |
| Namakwa               |           |           |           |           |           | ANC                   | ANC                   |
| Pixley ka Seme        |           |           |           |           |           | ANC                   | ANC                   |
| ZF Mgcawu             |           |           |           |           |           | ANC                   | ANC                   |
| Municipalités locales |           |           |           |           |           |                       |                       |
| Ditsobotla            | 25        | 5         | 7         | 3         | 40        | ANC                   | ANC                   |
| Kagisano-Molopo       | 22        | 2         | 2         | 3         | 29        | ANC                   | ANC                   |
| Greater Taung         | 34        | 6         | 2         | 6         | 48        | ANC                   | ANC                   |
| Kgetlengrivier        | 8         | 3         | 3         | 1         | 15        | ANC                   | ANC                   |
| Lekwa-Teemane         | 10        | 1         | 3         | 2         | 16        | ANC                   | ANC                   |
| Madibeng              | 45        | 14        | 16        | 6         | 81        | ANC                   | ANC                   |
| Mafikeng              | 43        | 12        | 7         | 7         | 69        | ANC                   | ANC                   |
| Mamusa                | 11        | 2         | 1         | 4         | 18        | ANC                   | ANC                   |
| Maquassi Hills        | 14        | 2         | 3         | 3         | 22        | ANC                   | ANC                   |
| Matlosana             | 46        | 7         | 17        | 7         | 77        | ANC                   | ANC                   |
| Moretele              | 38        | 8         | 4         | 2         | 52        | ANC                   | ANC                   |
| Moses Kotane          | 45        | 15        | 4         | 4         | 68        | ANC                   | ANC                   |
| Naledi                | 13        | 2         | 5         | 0         | 20        | ANC                   | ANC                   |
| Ramotshere Moiloa     | 23        | 6         | 2         | 7         | 38        | ANC                   | ANC                   |
| Ratlou                | 20        | 3         | 2         | 3         | 28        | ANC                   | ANC                   |
| Rustenburg            | 43        | 24        | 14        | 8         | 89        | ANC                   | Coalition ANC+BCM+AIC |
| Tswaing               | 20        | 3         | 5         | 1         | 29        | ANC                   | ANC                   |
| Ventersdorp/Tlokwe    | 34        | 5         | 22        | 6         | 67        | Nouvelle municipalité | ANC                   |